# 巴赞维尔
巴赞维尔（法語：Bazainville，法語發音：[bazɛ̃vil]）是法国伊夫林省的一个市镇，属于芒特拉若利区。

## 地理
巴赞维尔（48°48'14"N, 1°40'4"E）面积12.03 平方千米，位于法国法蘭西島大區伊夫林省，该省份为法国北部内陆省份，北起瓦兹河谷省，西接厄尔省，西南接厄尔-卢瓦省，东南接埃松省，东临上塞纳省。
与巴赞维尔接壤的市镇（或旧市镇、城区）包括：冈拜、莫莱特、奥尔热吕斯、里什堡、塔夸尼耶尔。

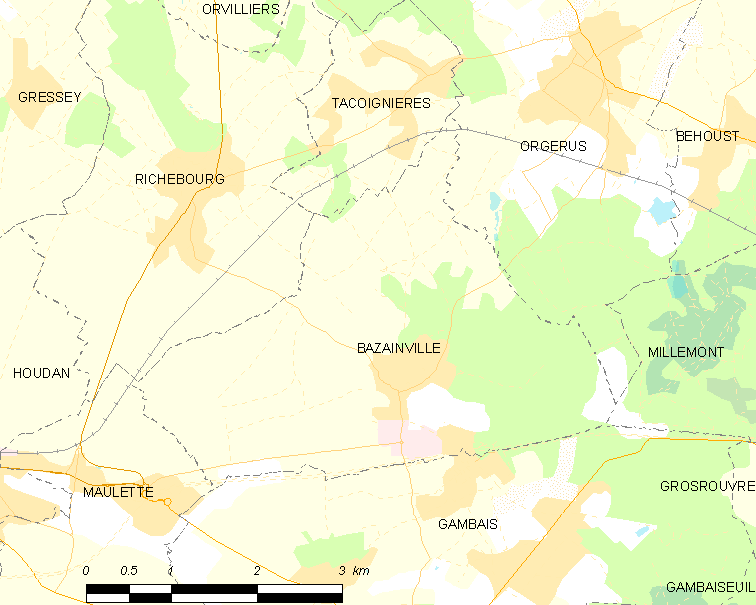
巴赞维尔的OSM定位图

巴赞维尔的时区为UTC+01:00、UTC+02:00（夏令时）。

## 行政
巴赞维尔的邮政编码为78550，INSEE市镇编码为78048。

## 政治
巴赞维尔所属的省级选区为塞纳河畔博尼耶尔县。

## 人口

1962-2008年间巴赞维尔人口变化图示

巴赞维尔于2022年1月1日时的人口数量为1456人。